# Belavia Belarusian Airlines
Belavia Belarusian Airlines, legalmente Joint Stock Company "Belavia Belarusian Airlines" (bielorusso: ААТ «Авіякампанія «Белавія»; Russo: ОАО «Авиакомпания «Белавиа»), è la compagnia di bandiera della Bielorussia, con sede a Minsk. Belavia serve una rete di rotte tra città europee e della Comunità degli Stati Indipendenti, nonché alcune destinazioni del Medio Oriente dalla sua base all'aeroporto di Minsk.
Dal 25 maggio 2021 alla compagnia è fatto divieto di entrare nello spazio aereo europeo, a seguito del dirottamento di un volo Ryanair da parte del governo bielorusso pochi giorni prima.

## Storia

### Background e primi anni
Il 7 novembre 1933, il primo terminal aereo bielorusso fu aperto a Minsk. Nella primavera successiva, i primi 3 aerei, dei Polikarpov Po-2, atterrarono all'aeroporto. Diventarono i primi aerei della flotta aerea bielorussa. Nel 1936 venne stabilita la prima rotta aerea di linea tra Minsk e Mosca. Nell'estate del 1940 fu ufficialmente fondato il Belarusian civil aviation group.
Nel 1964, un Tupolev Tu-124 ricevette per la prima volta una registrazione bielorussa. Nel 1973, l'allora nuovo Tupolev Tu-134A iniziò ad operare in Bielorussia. Nel 1983, l'aviazione bielorussa iniziò a utilizzare i nuovi Tupolev Tu-154.
La compagnia aerea venne ufficialmente fondata il 5 marzo 1996 a seguito di una risoluzione del governo bielorusso "On the restructuring of air transport of the Republic, Belarus", quando la divisione regionale di Aeroflot venne nazionalizzata e rinominata. Tra allora e il 1998 Belavia aprì rotte regolari per Pechino, Istanbul, Larnaca, Londra, Praga e Roma. Nel 1998, Belavia si fuse con MinskAvia, acquisendo diversi Antonov An-24, Antonov An-26 e Yakovlev Yak-40 oltre alla flotta esistente di Tupolev Tu-134 e Tupolev Tu-154.

### Sviluppi dal 2000
Il 18 maggio 2001, Belavia inaugurò un servizio di linea tra Minsk e Parigi con i Tu-134 e i Tu-154.
Nel 2003, la compagnia iniziò a pubblicare una rivista di bordo, Horizons, in inglese, russo e bielorusso. Il 16 ottobre 2003, firmò un contratto di leasing per il suo primo Boeing 737-500. Nel 2004, estese ulteriormente le operazioni e acquisì un altro Boeing 737. Il 26 giugno 2004, Belavia aprì una nuova rotta per Hannover, in Germania. Il 2011 ha visto l'introduzione di una nuova rotta tra Minsk e Helsinki, in Finlandia.
Tra il 2003 e il 2009, la compagnia aerea ha raddoppiato il numero di passeggeri e nel 2009 ha trasportato poco meno di 700.000 passeggeri.
Tre Bombardier CRJ 100 in leasing sono stati introdotti sui servizi regionali da Minsk. Il primo è stato consegnato nel febbraio 2007, con gli altri due più tardi nel 2007. Hanno sostituito i vecchi velivoli Antonov An-24 e Tupolev Tu-134. Belavia aveva anche programmato di ritirare i suoi rimanenti Tupolev Tu-154M entro il 2011 dopo il ritiro del suo ultimo Tupolev Tu-134 nell'estate 2009, che era stato sostituito da un ex Boeing 737-500 della FlyLAL. Il 27 giugno 2014 è stato annunciato l'ordine per tre Boeing 737-800. Il primo di questi è stato consegnato nell'agosto 2016.
Belavia stava valutando l'aggiunta di aerei a lungo raggio alla sua flotta per introdurre nuove rotte verso la Cina e il Nord America. Secondo quanto riferito, il governo stava anche considerando la fusione del vettore regionale Gomelavia e dell'operatore cargo TransAVIAexport Airlines in Belavia.
Nell'agosto 2016, Belavia ha ricevuto il suo primo aereo, un 737-800, con la nuova livrea. Questo è il primo rebranding dalla fondazione dell'azienda nel 1996 nel suo 20º anniversario. I 737 più recenti hanno sostituito i vecchi Tupolev Tu-154. Il 1º ottobre 2016, Belavia ha ritirato i suoi due Tupolev Tu-154 rimanenti dai servizi di linea come una delle ultime compagnie aeree al mondo a farlo.
Il 30 dicembre 2017, il traffico passeggeri annuale per la prima volta nella storia della compagnia ha raggiunto i tre milioni di persone.
La compagnia ha rinnovato la sua flotta di aeromobili nei 2014-2021. Nel 2012 i primi Embraer 175 sono arrivati a Minsk dalla produzione di Embraer a Sao Paolo. Nel 2014 sono stati poi consegnati i primi due Embraer 195. Negli anni 2018-2020, Belavia ha acquistato 8 nuovi Embraer (3 E175 e 5 E195LR). Così, la compagnia ha dismesso tutti i Bombardier CRJ-100/200 e alcuni dei Boeing 737-300 e 737-500. Nel dicembre 2020 è arrivato il primo Embraer 195-E2.

### Sanzioni
Il 24 maggio 2021, il governo britannico ha sospeso il permesso operativo di Belavia in risposta all'incidente del volo Ryanair 4978. L'Unione Europea e l'Ucraina hanno successivamente vietato agli aerei di linea bielorussi di entrare nel loro spazio aereo o di utilizzare i loro aeroporti, portando la compagnia alla sospensione di gran parte delle sue rotte.
Sempre nel 2021, Belavia è stata accusata di aver orchestrato l'afflusso di migranti illegali durante la crisi del confine tra Bielorussia e Unione europea del 2021. Il 16 novembre, l'Unione europea ha imposto la risoluzione di tutti i noleggi di aeromobili in Bielorussia da parte di locatori europei, costringendo la compagnia aerea a restituire metà della flotta con breve preavviso.
Il 2 dicembre 2021 Belavia è stata aggiunta all'elenco delle sanzioni dell'Unione europea. La Svizzera ha aderito alle sanzioni dell'UE il 20 dicembre.
L'8 aprile 2022, il Dipartimento del Commercio degli Stati Uniti ha vietato ai voli di aeromobili bielorussi di operare negli Stati Uniti insieme ad Aeroflot, Aviastar, Azur Air, Rossiya e Utair.
Il 16 giugno gli Stati Uniti hanno ampliato le proprie restrizioni su Belavia dopo che sono state rilevate violazioni del regime sanzionatorio. L'effetto delle restrizioni è quello di mettere a terra la parte della sua flotta fabbricata negli Stati Uniti.

## Destinazioni
Belavia vola in Asia, Europa e Africa dalla sua base all'aeroporto di Minsk. Oltre alle destinazioni programmate, la compagnia opera voli charter.

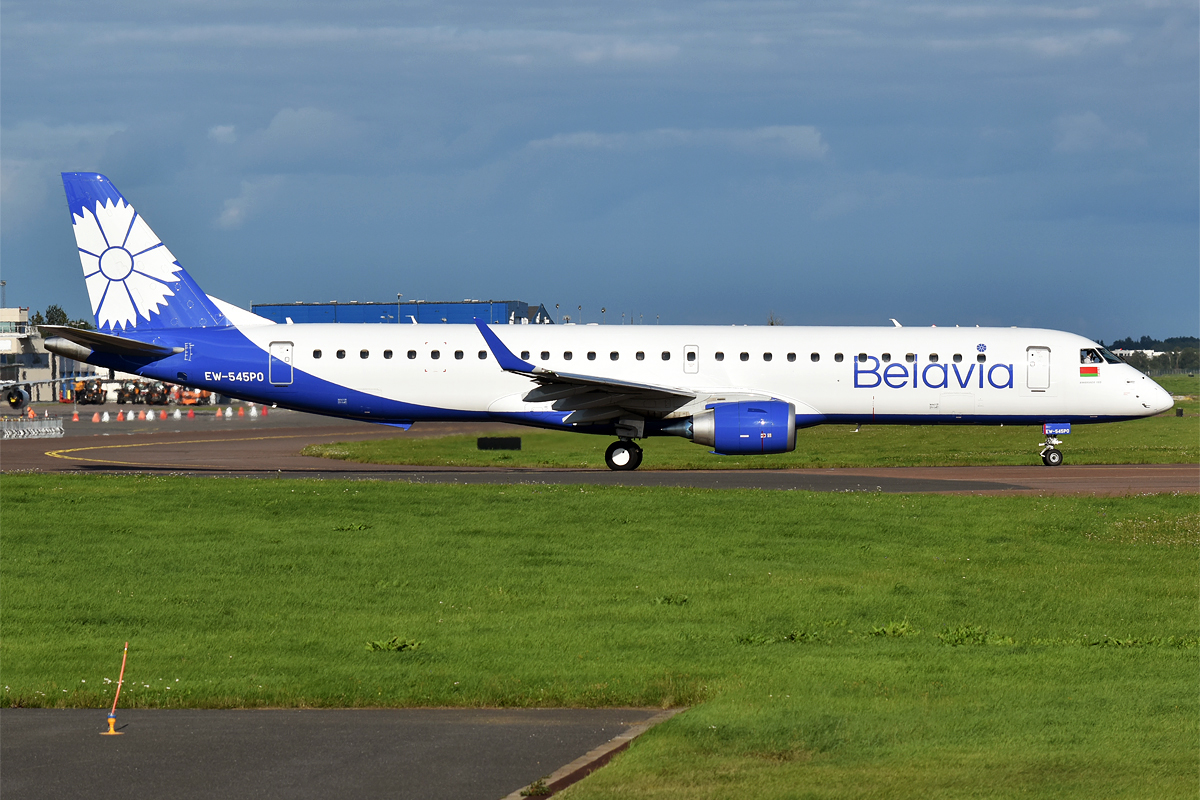
Un Embraer 195LR.

### Accordi di code share
Al 2022, Belavia ha accordi di code-share con le seguenti 11 compagnie aeree:
- AirBaltic
- Air France
- Austrian Airlines
- Czech Airlines
- Etihad Airways
- Finnair
- KLM
- LOT Polish Airlines
- Motor Sich Airlines
- S7 Airlines
- Ukraine International Airlines

## Flotta

### Flotta attuale

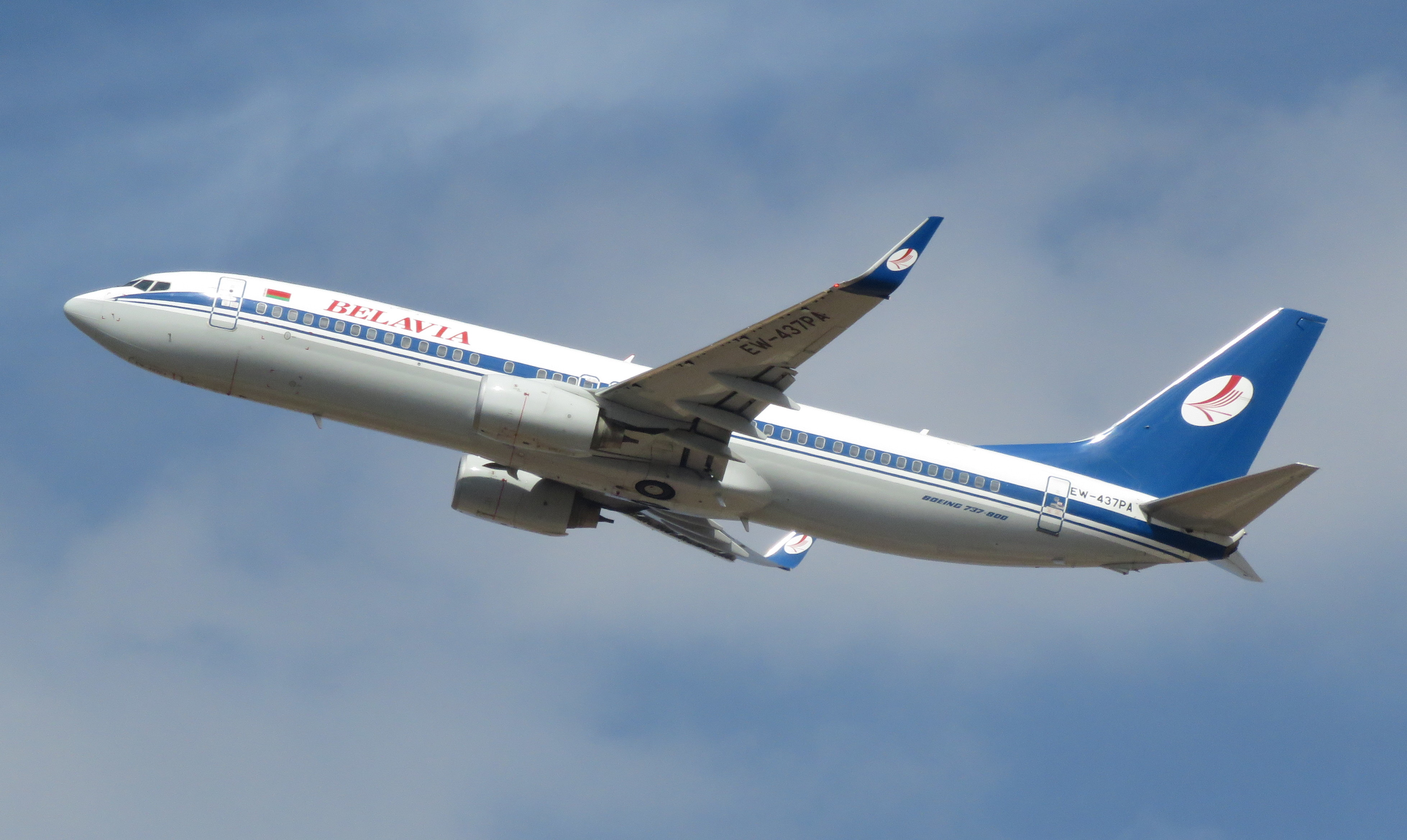
Un Boeing 737-800 nella vecchia livrea.

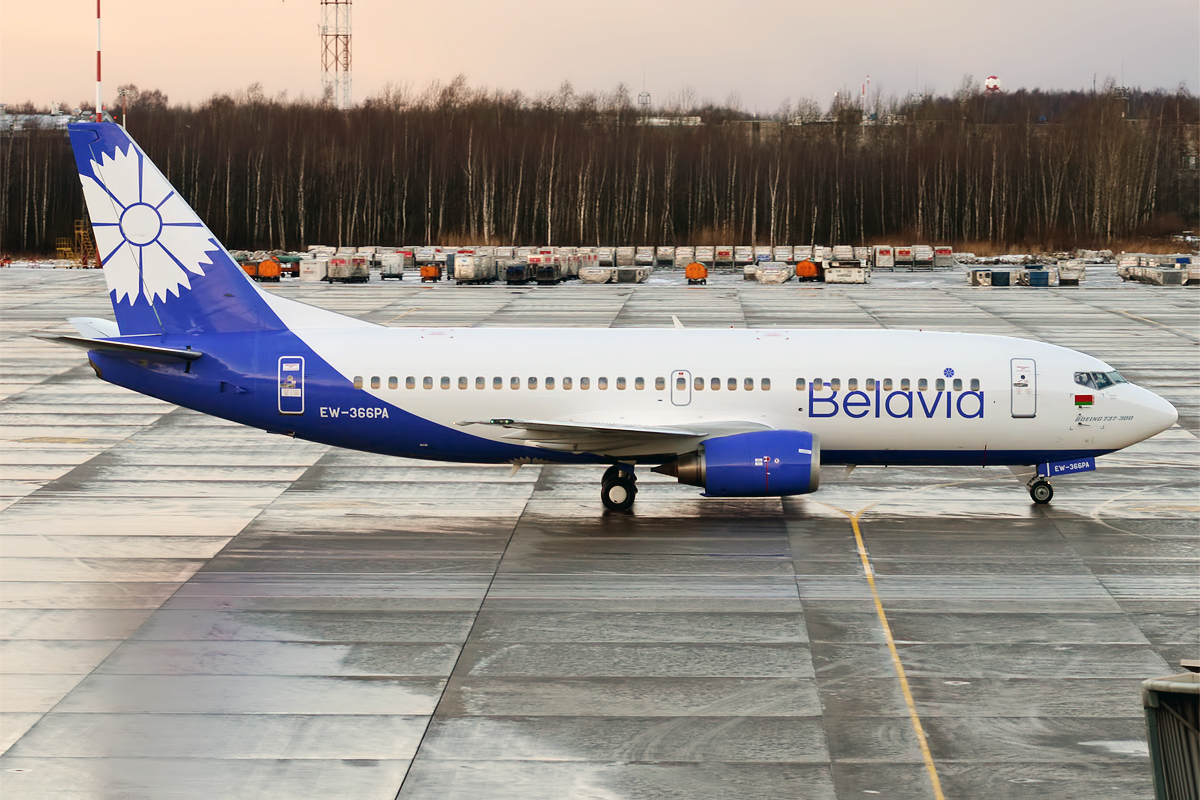
Un Boeing 737-300.

A maggio 2025 la flotta di Belavia è composta dai seguenti aeromobili:

### Flotta storica

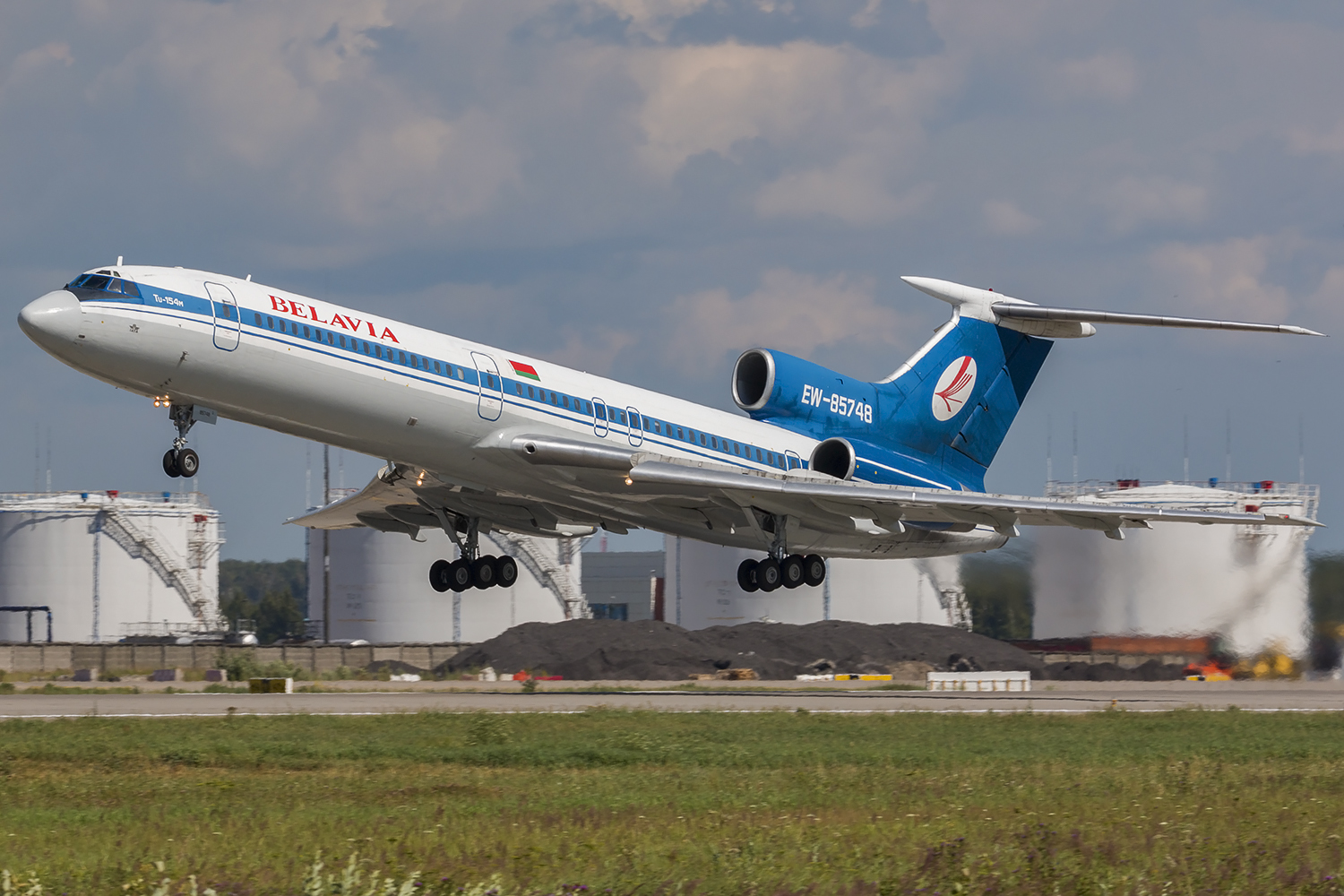
Un Tupolev Tu-154.

Belavia operava in precedenza con i seguenti aeromobili:
- Antonov An-10
- Antonov An-24
- Antonov An-26
- Boeing 737-500
- Bombardier CRJ100
- Bombardier CRJ200
- Embraer 195-E2
- Ilyushin Il-86
- Tupolev Tu-124
- Tupolev Tu-134
- Tupolev Tu-154
- Yakovlev Yak-40

## Incidenti
- Il 14 febbraio 2008, il volo Belavia 1834, un Bombardier CRJ100, si schiantò e scoppiò in fiamme poco dopo il decollo dall'aeroporto internazionale di Zvartnots vicino a Erevan, la capitale dell'Armenia. L'ala destra del jet aveva colpito la pista durante il decollo, causandone il capovolgimento. Tutti i passeggeri e l'equipaggio riuscirono a fuggire dall'aereo prima che scoppiasse in fiamme, in parte grazie alla tempestiva risposta dei vigili del fuoco e delle squadre di soccorso. Non ci furono vittime, ma sette persone vennero portate in ospedale.[19]